# Sportpark Maarschalkerweerd
Sportpark Maarschalkerweerd is een sportaccommodatie in de Nederlandse stad Utrecht.
Het in of bij de buurt Maarschalkerweerd gelegen sportpark is in de jaren 1930 aangelegd en stond ook wel bekend als Sportpark De Groote Kuil. Het is de drukste sportpark van Utrecht. Wekelijks zijn er 7000 sporters actief. Het bevat vandaag de dag onder meer een atletiekbaan, 8 tennisbanen en 16 voetbal- en 7 hockeyvelden. Sportverenigingen die gebruikmaken van het sportpark zijn (onder andere) atletiekverenigingen U-Track, AV Phoenix, Hellas Utrecht, FC Utrecht en SV Kampong. Sinds 1967 is er een cricketcomplex waar verschillende internationale wedstrijden gehouden zijn.
In bredere zin ligt Sportpark Maarschalkerweerd in een gebied waarin zich ook bijvoorbeeld Stadion Galgenwaard en Zwembad Krommerijn bevinden.